# Pèdè
Pèdè ou Kpèdè est une localité béninoise située dans la commune de Kandi dans le département de l'Alibori.

## Histoire
Pèdè fait partie des 82 villages de la commune de Kandi officiellement depuis le 27 mai 2013 après la délibération et l'adoption par l'assemblée nationale du Bénin en sa séance du 15 février 2013 de la loi n° 2013-05 du 15/02/2013 portant création, organisation, attributions et fonctionnement des unités administratives  locales en République du Bénin,.

## Administration
Pèdè fait partie des 09 villages que compte l'arrondissement de Kandi I aux côtés de Damadi, Gando-Kossikana, Dodopanin, Kéféri-Sinté, Kéféri-Hinkatè, Gansosso-Gbiga, Gansosso-Yissouré et Kadjèrè.

## Population
Selon le recensement général de la population et de l'habitation (RGPH4) de l'institut national de la statistique et de l'analyse économique (INSAE) au Bénin en 2013, la population de Pèdè s'élève à 5032 habitants dont 2525 hommes et 2507 femmes.

## Galerie

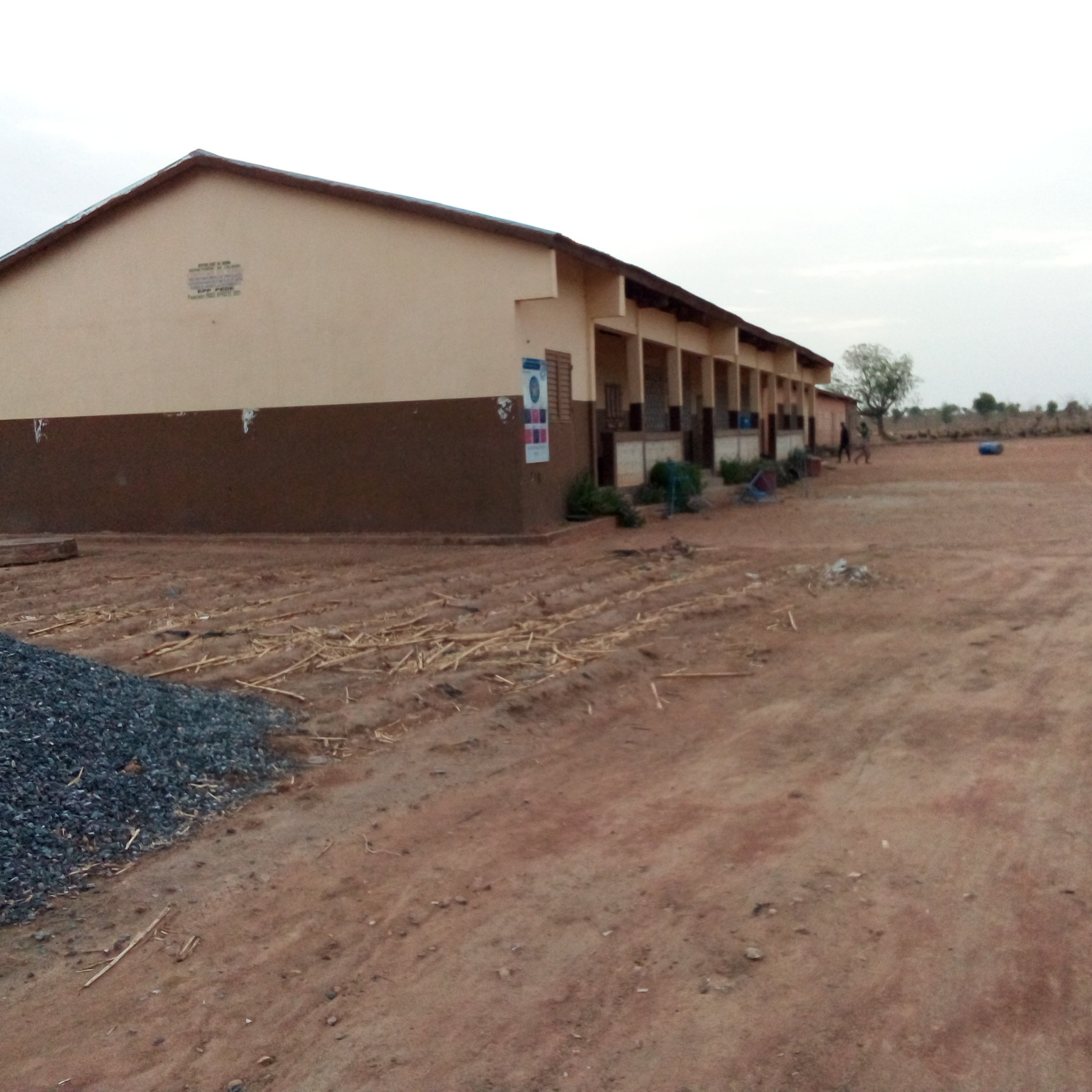
Collège d'enseignement général du village de Pédè à Kandi.
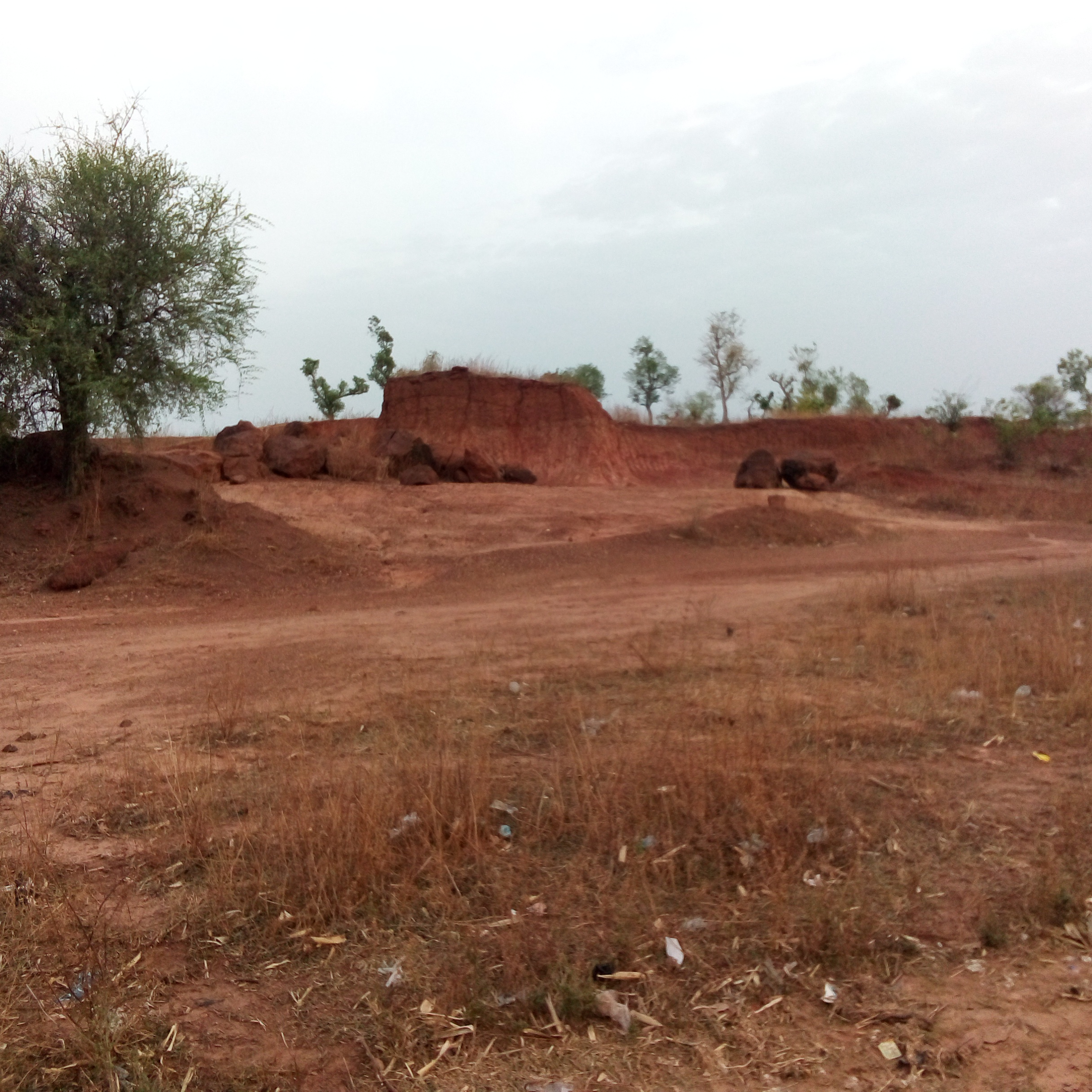
Paysage du village de Pédè à Kandi.
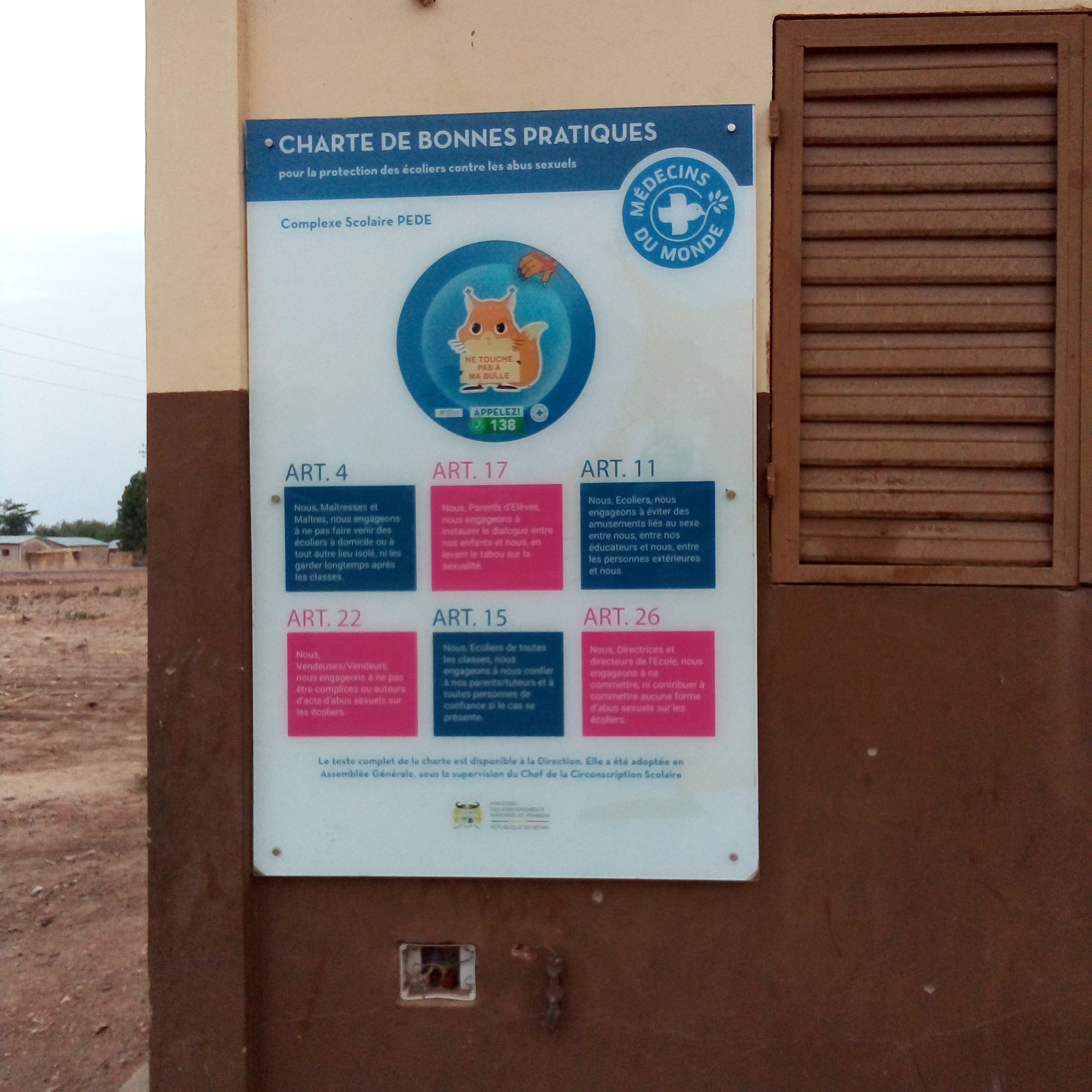
Façade du collège d'enseignement général du village de Pédè à Kandi.